# Chelodina steindachneri
Espèce
Synonymes
- Chelodina milly-millyensis Glauert, 1923

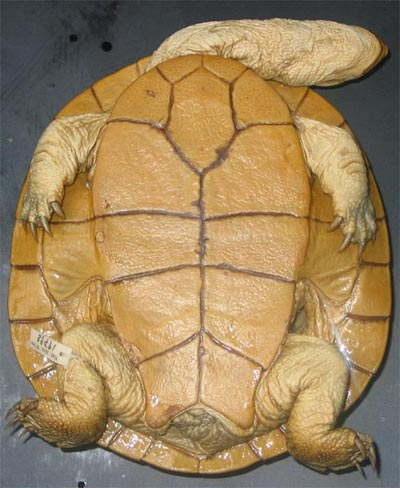
Vue ventrale de l'holotype.

Chelodina steindachneri est une espèce de tortue de la famille des Chelidae.

## Répartition
Cette espèce est endémique d'Australie-Occidentale.

## Étymologie
Cette espèce est nommée en l'honneur de Franz Steindachner.

## Publication originale
- Siebenrock, 1914 : Eine neue Chelodina-Art aus Westaustralien. Anzeiger der Kaiserlichen Akademie der Wissenschaften in Wien (Mathemathisch-Naturwissenschaftliche Klasse), vol. 17, p. 386-387.